# Francisco León Barrios
Francisco León Barrios, més conegut com a Paco León, (Sevilla, 4 d'octubre de 1974) és un actor andalús. Nascut al barri sevillà d'Alcosa l'any 1974, es coneix principalment per la sèrie de televisió Aída que emet la cadena Telecinco; també ha treballat al programa d'Antena 3 Homo Zapping, imitant a diferents personatges populars de la televisió a Espanya, així com en un parell d'episodis de Siete Vidas, interpretant a dos personatges diferents. Una vegada Vero l'utilitzava per donar enveja a la seva ex-parella Sergio i la segona vegada interpretant al germà d'Aída a l'últim episodi de Carmen Machi a Siete Vidas.

## Filmografia

### Televisió
- Castillos en el aire (1999) (1 capítol)
- Jet lag (2000) (1 capítol)
- Moncloa, dígame de Telecinco (es va reposar a FDF, 2001) - Mario
- Homo Zapping, d'Antena 3 TV (2003-2005) - Diversos Personatges
- Siete vidas, de Telecinco (2 capítols) - Edu (2004) i Luisma (2005)
- Aída, de Telecinco (2005-actualitat) - Luisma
- Planeta Finito, de La Sexta (2007) (1 capítol)
- Ácaros, de Cuatro (2007) - Sèrie creada i produïda per ell mateix
- Saturday Night Live (segón capítol) (2009)
- Lo que surja (2009) (1 capítol)

### Cinema
- Amar y morir en Sevilla (2001)
- Asalto informático (2002), per TV, interpretà a LX
- La vida mancha (2003), fou Tipo 2
- Recambios (2004)
- Reinas (2005) - Narciso
- La dama boba (2006) - Maestro Danz
- Los mánagers (2006)
- Sexykiller, morirás por ella (2008)
- Dieta mediterrània (2009)
- No lo llames amor... llámalo X (2011)
- Error 0036 (2011,curtmetratge)
- Tres bodas de más (2013)
- Carmina y amén. (2014)
- Toc Toc (2017)

### Doblatge
- Madagascar (2005) - Alex (lleó)

### Curtmetratges
- Días rojos (2004), fou Canijo
- Con lengua (2006) - Javier
- Espagueti western (2007) (Veu) - Trobador

## Premis i candidatures
Fotogramas de Plata
| Any  | Categoria                                        | Pel·lícula/Sèrie/Muntatge | Resultat          |
| ---- | ------------------------------------------------ | ------------------------- | ----------------- |
| 2008 | Millor actor de televisió Millor actor de teatre | Aída ¿Estás ahí?          | Candidat Candidat |
| 2007 | Millor actor de televisió                        | Aída                      | Guanyador         |
| 2006 | Millor actor de televisió                        | Aída                      | Candidat          |
| 2005 | Millor actor de televisió                        | Aída                      | Guanyador         |

Premis TP d'Or
| Any  | Categoria    | Sèrie | Resultat  |
| ---- | ------------ | ----- | --------- |
| 2008 | Millor actor | Aída  | Candidat  |
| 2007 | Millor actor | Aída  | Candidat  |
| 2006 | Millor actor | Aída  | Candidat  |
| 2005 | Millor actor | Aída  | Guanyador |

Altres
- Premis de l'Acadèmia de la Televisió d'Espanya: Millor interpretació masculina (2005, 2007)
- Premis de la Unió d'Actors: Millor actor de televisió (2005)